# Discographie de Don Diablo

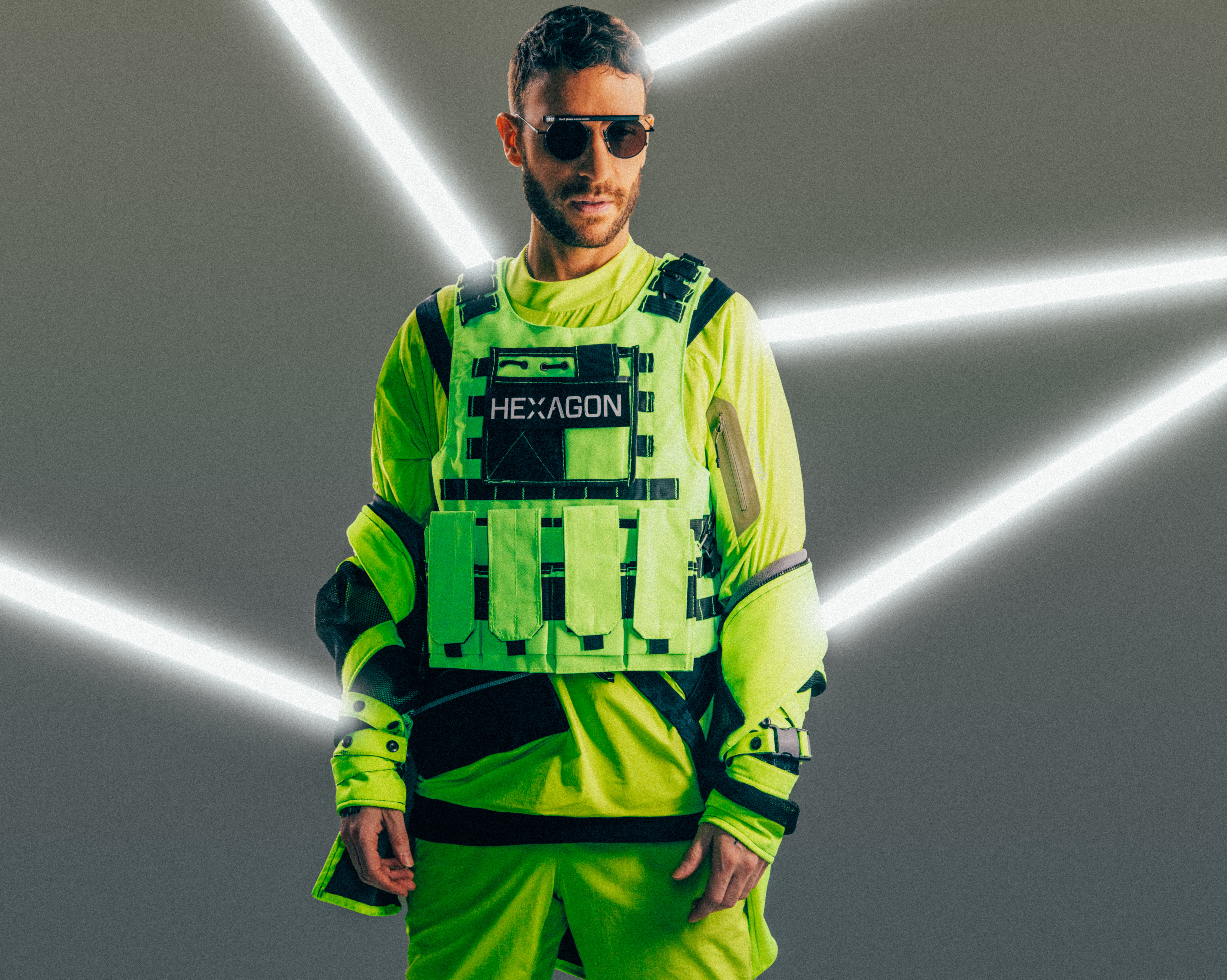
Don Diablo

Discographie de Don Diablo.

## Discographie

### Sous Don Diablo

#### Albums studio
| Titre              | Détails                                                                | Meilleure position | Meilleure position |
| Titre              | Détails                                                                | P-B.               | BEL NL             |
| ------------------ | ---------------------------------------------------------------------- | ------------------ | ------------------ |
| 2 Faced            | - Label: ID&T - Format: CD (2004), téléchargement (2010)               | —                  | —                  |
| Life is a Festival | - Label: Sony BMG - Format: CD (2008), téléchargement (2010)           | 37                 | —                  |
| Future             | - Sortie: 9 février 2018 - Label: Hexagon - Format: CD, téléchargement | 92                 | 107                |
| Forever            | - Sortie: 10 septembre 2021 - Label: Hexagon - Format: téléchargement  | —                  | —                  |

#### Compilations
| Album                               | Année | Label            | Meilleure position |
| Album                               | Année | Label            | P-B.               |
| ----------------------------------- | ----- | ---------------- | ------------------ |
| M8 Worldwide Volume Nine - Storming | 2002  | M8               | —                  |
| Sellout Sessions 01                 | 2005  | Sellout Sessions | —                  |
| Sellout Sessions 02                 | 2008  | Sellout Sessions | —                  |
| Sellout Sessions 3                  | 2009  | Sony Music       | 28                 |
| Drive-By Disco                      | 2009  | DJ Magazine      | —                  |
| Past.Present.Future                 | 2017  | Hexagon          | —                  |

#### Albums de remixes
| Titre                        | Année | Label            |
| ---------------------------- | ----- | ---------------- |
| The Face of a New Generation | 2007  | Sellout Sessions |
| Reconstructions              | 2018  | Hexagon          |
| Reconstructions Part II      | 2021  | Hexagon          |

#### EP
| Titre                           | Détails                                                                           |
| ------------------------------- | --------------------------------------------------------------------------------- |
| Return Of The Psycho (Pt. One)  | - Sortie: 2000 - Label: Re-Fuse Publishing - Format: Vinyle                       |
| Dancefloor Drama #001           | - Sortie: 31 mars 2008 - Label: Sellout Sessions - Format: Vinyle, téléchargement |
| Monster EP (avec Sidney Samson) | - Sortie: 8 mars 2010 - Label: Sellout Sessions - Format: téléchargement          |
| Lights Out EP                   | - Sortie: 2012 - Label: Sony Music - Format: téléchargement                       |
| M1 Stinger EP                   | - Sortie: 2012 - Label: Sony Music - Format: téléchargement                       |

#### Singles
| Titre                                                                          | Année | Meilleure position | Meilleure position | Meilleure position | Meilleure position | Meilleure position | Meilleure position | Album                                    |
| Titre                                                                          | Année | P-B                | BEL (FL)           | FRA                | POL                | R-U (Dance)        | SUE                | Album                                    |
| ------------------------------------------------------------------------------ | ----- | ------------------ | ------------------ | ------------------ | ------------------ | ------------------ | ------------------ | ---------------------------------------- |
| Is Anybody Out There?                                                          | 1998  | –                  | –                  | –                  | –                  | –                  | –                  |                                          |
| The Beginning                                                                  | 1998  | –                  | –                  | –                  | –                  | –                  | –                  |                                          |
| The Sound Of Fear                                                              | 2000  | –                  | –                  | –                  | –                  | –                  | –                  |                                          |
| Casa Del Diablo                                                                | 2000  | –                  | –                  | –                  | –                  | –                  | –                  |                                          |
| Elysium                                                                        | 2000  | –                  | –                  | –                  | –                  | –                  | –                  |                                          |
| Take Off                                                                       | 2001  | –                  | –                  | –                  | –                  | –                  | –                  |                                          |
| On My Own                                                                      | 2001  | –                  | –                  | –                  | –                  | –                  | –                  |                                          |
| Cloud No. 9 / Acceleration                                                     | 2002  | –                  | –                  | –                  | –                  | –                  | –                  |                                          |
| Anarchy                                                                        | 2003  | –                  | –                  | –                  | –                  | –                  | –                  |                                          |
| Useless                                                                        | 2003  | 36                 | –                  | –                  | –                  | –                  | –                  | 2Faced                                   |
| Fade Away (Round & Round)                                                      | 2004  | 98                 | –                  | –                  | –                  | –                  | –                  | 2Faced                                   |
| Blow (featuring The Beatkidz)                                                  | 2005  | 26                 | –                  | –                  | –                  | –                  | –                  | Sellout Sessions 01                      |
| Never Too Late (To Die)                                                        | 2006  | 46                 | –                  | –                  | –                  | –                  | –                  |                                          |
| I Need to Know (featuring Shystie)                                             | 2006  | 74                 | –                  | –                  | –                  | –                  | –                  | Life is a Festival                       |
| Who's Your Daddy                                                               | 2006  | 25                 | –                  | –                  | –                  | –                  | –                  | Life is a Festival                       |
| Down The Rain                                                                  | 2006  | –                  | –                  | –                  | –                  | –                  | –                  |                                          |
| Stand Up                                                                       | 2007  | 61                 | –                  | –                  | –                  | –                  | –                  | Life is a Festival                       |
| Pain is Temporary, Pride is Forever                                            | 2007  | 42                 | –                  | –                  | –                  | –                  | –                  | Life is a Festival                       |
| This Way (Too Many Times) (featuring Bizzey)                                   | 2007  | 28                 | –                  | –                  | –                  | –                  | –                  | Life is a Festival                       |
| Give It Up (vs. Public Enemy)                                                  | 2008  | –                  | –                  | –                  | –                  | –                  | –                  |                                          |
| Dancefloor Drama #001                                                          | 2008  | –                  | –                  | –                  | –                  | –                  | –                  | Sellout Sessions 02                      |
| We'll Dance (vs. Moke)                                                         | 2008  | –                  | –                  | –                  | –                  | –                  | –                  |                                          |
| Audio Endlessly (vs. Viva City)                                                | 2008  | –                  | –                  | –                  | –                  | –                  | –                  |                                          |
| Music is My Life (featuring Bizzey)                                            | 2008  | –                  | –                  | –                  | –                  | –                  | –                  | Life is a Festival                       |
| Hooligans Never Surrender                                                      | 2008  | –                  | –                  | –                  | –                  | –                  | –                  | Life is a Festival                       |
| Life is a Festival                                                             | 2008  | 82                 | –                  | –                  | –                  | –                  | –                  | Life is a Festival                       |
| Streets of Fire (avec Grand Jackson)                                           | 2009  | –                  | –                  | –                  | –                  | –                  | –                  | Dancefloor Drama #001                    |
| Black Heat                                                                     | 2009  | –                  | –                  | –                  | –                  | –                  | –                  | Dancefloor Drama #001                    |
| Audio Endlessly (vs. Viva City)                                                | 2009  | –                  | –                  | –                  | –                  | –                  | –                  | Sellout Sessions 02                      |
| Too Cool for School                                                            | 2009  | –                  | –                  | –                  | –                  | –                  | –                  | Sellout Sessions 3                       |
| Disco Disco Disco                                                              | 2009  | –                  | –                  | –                  | –                  | –                  | –                  | Sellout Sessions 3                       |
| Hooligans (avec Example)                                                       | 2009  | –                  | –                  | –                  | –                  | 15                 | –                  | Won't Go Quietly                         |
| Never Too Late                                                                 | 2009  | –                  | –                  | –                  | –                  | –                  | –                  | Life is a Festival                       |
| I Am Not From France                                                           | 2009  | –                  | –                  | –                  | –                  | –                  | –                  | Life is a Festival                       |
| Teen Scream Machine                                                            | 2010  | –                  | –                  | –                  | –                  | –                  | –                  | Sellout Sessions 3                       |
| Who's Your Daddy (Rework)                                                      | 2010  | –                  | –                  | –                  | –                  | –                  | –                  |                                          |
| Animale (featuring Dragonette)                                                 | 2010  | 33                 | –                  | –                  | –                  | –                  | –                  |                                          |
| Make You Pop (avec Diplo)                                                      | 2010  | –                  | –                  | –                  | –                  | –                  | –                  |                                          |
| Mezelluf                                                                       | 2011  | –                  | –                  | –                  | –                  | –                  | –                  |                                          |
| Make You Pop (Reprise) (avec Diplo)                                            | 2012  | –                  | –                  | –                  | –                  | –                  | –                  |                                          |
| Silent Shadows                                                                 | 2012  | –                  | –                  | –                  | –                  | –                  | –                  | Lights Out EP                            |
| Lights Out Hit (featuring Angela Hunte)                                        | 2012  | –                  | –                  | –                  | –                  | –                  | –                  | Lights Out EP                            |
| The Golden Years                                                               | 2012  | –                  | –                  | –                  | –                  | –                  | –                  | Lights Out EP                            |
| Cell                                                                           | 2012  | –                  | –                  | –                  | –                  | –                  | –                  | Bellicher: Cel (bande originale)         |
| The Artist Inside (featuring JP Cooper)                                        | 2012  | 26                 | –                  | –                  | –                  | –                  | –                  |                                          |
| M1 Stinger (featuring Noonie Bao)                                              | 2012  | –                  | –                  | –                  | –                  | –                  | –                  | M1 Stinger EP                            |
| Give It All (featuring Alex Clare & Kelis)                                     | 2013  | –                  | –                  | –                  | –                  | –                  | –                  |                                          |
| Starlight (Could You Be Mine) (avec Matt Nash + voix de Noonie Bao)            | 2013  | –                  | –                  | –                  | –                  | –                  | –                  |                                          |
| Prototype (avec CID)                                                           | 2013  | –                  | –                  | –                  | –                  | –                  | –                  |                                          |
| Edge of the Earth                                                              | 2013  | –                  | –                  | –                  | –                  | –                  | –                  | The New Wilderness (bande originale)     |
| Origins                                                                        | 2013  | –                  | –                  | –                  | –                  | –                  | –                  | Batman: Arkham Origins (bande originale) |
| Got Me Thinkin' (avec CID)                                                     | 2013  | –                  | –                  | –                  | –                  | –                  | –                  |                                          |
| Black Mask                                                                     | 2014  | –                  | –                  | –                  | –                  | –                  | –                  |                                          |
| Knight Time                                                                    | 2014  | –                  | –                  | –                  | –                  | –                  | –                  | Past.Present.Future                      |
| AnyTime                                                                        | 2014  | –                  | –                  | –                  | –                  | –                  | –                  | Past.Present.Future                      |
| Back in Time                                                                   | 2014  | –                  | –                  | –                  | –                  | –                  | –                  | Past.Present.Future                      |
| Back to Life                                                                   | 2014  | –                  | –                  | –                  | –                  | –                  | –                  |                                          |
| King Cobra (vs. Yves V)                                                        | 2014  | –                  | –                  | –                  | –                  | –                  | –                  |                                          |
| Generations (voix de Roses Gabor)                                              | 2014  | –                  | –                  | –                  | –                  | –                  | –                  |                                          |
| Chain Reaction (Domino) (featuring Kris Kiss)                                  | 2015  | –                  | –                  | –                  | –                  | –                  | –                  | Past.Present.Future                      |
| My Window (featuring Maluca)                                                   | 2015  | –                  | –                  | –                  | –                  | –                  | –                  | Past.Present.Future                      |
| Universe (featuring Emeni)                                                     | 2015  | –                  | –                  | –                  | –                  | –                  | –                  | Past.Present.Future                      |
| On My Mind                                                                     | 2015  | –                  | –                  | –                  | –                  | –                  | –                  | Past.Present.Future                      |
| Chemicals (avec Tiësto featuring Thomas Troelsen)                              | 2015  | –                  | –                  | –                  | –                  | –                  | 84                 | Past.Present.Future                      |
| Got The Love (avec Khrebto)                                                    | 2015  | –                  | –                  | –                  | –                  | –                  | –                  | Past.Present.Future                      |
| I'll House You (VIP Mix) (featuring Jungle Brothers)                           | 2015  | –                  | –                  | –                  | –                  | –                  | –                  | Past.Present.Future                      |
| Tonight                                                                        | 2016  | –                  | –                  | –                  | –                  | –                  | –                  | Past.Present.Future                      |
| Silence (featuring Dave Thomas Jr.)                                            | 2016  | –                  | –                  | –                  | –                  | –                  | –                  | Past.Present.Future                      |
| Drifter (featuring DYU)                                                        | 2016  | –                  | –                  | –                  | –                  | –                  | –                  | Past.Present.Future                      |
| Cutting Shapes                                                                 | 2016  | –                  | –                  | 84                 | –                  | –                  | –                  | Past.Present.Future                      |
| What We Started (avec Steve Aoki & Lush & Simon featuring BullySongs)          | 2016  | –                  | –                  | –                  | –                  | –                  | –                  | Past.Present.Future / Neon Future III    |
| Switch                                                                         | 2017  | –                  | –                  | –                  | –                  | –                  | –                  | Past.Present.Future                      |
| Children Of A Miracle (avec Marnik)                                            | 2017  | –                  | –                  | –                  | –                  | –                  | –                  |                                          |
| Echoes                                                                         | 2017  | –                  | –                  | –                  | –                  | –                  | –                  | Kill Switch (bande originale)            |
| Save A Little Love                                                             | 2017  | –                  | –                  | –                  | –                  | –                  | –                  | Future                                   |
| Momentum                                                                       | 2017  | –                  | –                  | –                  | –                  | –                  | –                  | Future                                   |
| Don't Let Go (featuring Holly Winter)                                          | 2017  | –                  | –                  | –                  | –                  | –                  | –                  | Future                                   |
| Take Her Place (featuring A R I Z O N A)                                       | 2017  | –                  | –                  | –                  | –                  | –                  | –                  | Future                                   |
| You Can't Change Me                                                            | 2017  | –                  | –                  | –                  | –                  | –                  | –                  | Future                                   |
| People Say (featuring Paije)                                                   | 2018  | –                  | –                  | –                  | –                  | –                  | –                  | Future                                   |
| Everybody's Somebody (featuring BullySongs)                                    | 2018  | –                  | –                  | –                  | –                  | –                  | –                  | Future                                   |
| Head Up (featuring James Newman)                                               | 2018  | –                  | –                  | –                  | –                  | –                  | –                  | Future                                   |
| Found You                                                                      | 2018  | –                  | –                  | –                  | –                  | –                  | –                  | Future                                   |
| Believe (featuring Ansel Elgort)                                               | 2018  | –                  | –                  | –                  | –                  | –                  | –                  | Future                                   |
| Give Me Love (featuring Calum Scott)                                           | 2018  | –                  | –                  | –                  | –                  | –                  | –                  | Future                                   |
| Wake Me When It's Quiet (avec Hilda)                                           | 2018  | –                  | –                  | –                  | –                  | –                  | –                  |                                          |
| Anthem (We Love House Music)                                                   | 2018  | –                  | –                  | –                  | –                  | –                  | –                  |                                          |
| No Good (avec Zonderling)                                                      | 2018  | –                  | –                  | –                  | –                  | –                  | –                  |                                          |
| Heaven To Me (featuring Alex Clare)                                            | 2018  | –                  | –                  | –                  | –                  | –                  | –                  |                                          |
| Survive (featuring Emeli Sandé & Gucci Mane)                                   | 2018  | –                  | –                  | –                  | 1                  | –                  | –                  | Forever                                  |
| I Got Love (featuring Nate Dogg)                                               | 2018  | –                  | –                  | –                  | –                  | –                  | –                  |                                          |
| You're Not Alone (featuring Kiiara)                                            | 2019  | –                  | –                  | –                  | –                  | –                  | –                  |                                          |
| Fever (avec CID)                                                               | 2019  | –                  | –                  | –                  | –                  | –                  | –                  |                                          |
| Brave (avec Jessie J)                                                          | 2019  | –                  | –                  | –                  | –                  | –                  | –                  |                                          |
| The Rhythm                                                                     | 2019  | –                  | –                  | –                  | –                  | –                  | –                  |                                          |
| The Same Way (featuring Kifi)                                                  | 2019  | –                  | –                  | –                  | –                  | –                  | –                  |                                          |
| Never Change                                                                   | 2019  | –                  | –                  | –                  | –                  | –                  | –                  |                                          |
| UFO (featuring Eldzhey)                                                        | 2019  | –                  | –                  | –                  | –                  | –                  | –                  |                                          |
| Congratulations (featuring Brando)                                             | 2019  | –                  | –                  | –                  | 32                 | –                  | –                  |                                          |
| We Are Love                                                                    | 2020  | –                  | –                  | –                  | –                  | –                  | –                  |                                          |
| Bad (avec Zak Abel)                                                            | 2020  | –                  | –                  | –                  | 28                 | –                  | –                  | Forever                                  |
| Inside My Head (Voices)                                                        | 2020  | –                  | –                  | –                  | –                  | –                  | –                  |                                          |
| Thousand Faces (avec Andy Grammer)                                             | 2020  | –                  | –                  | –                  | –                  | –                  | –                  | Forever                                  |
| Mr. Brightside                                                                 | 2020  | –                  | –                  | –                  | –                  | –                  | –                  |                                          |
| Invincible (Theme From AFK Arena)                                              | 2020  | –                  | –                  | –                  | –                  | –                  | –                  | Forever                                  |
| Kill Me Better (avec Imanbek featuring Trevor Daniel)                          | 2020  | –                  | –                  | –                  | –                  | –                  | –                  | Forever                                  |
| Into the Unknown                                                               | 2021  | –                  | –                  | –                  | –                  | –                  | –                  | Forever                                  |
| Problems (avec JLV featuring John K)                                           | 2021  | –                  | –                  | –                  | –                  | –                  | –                  | Forever                                  |
| Eyes Closed                                                                    | 2021  | –                  | –                  | –                  | –                  | –                  | –                  |                                          |
| Through the Storm (featuring Jordan Mackampa)                                  | 2021  | –                  | –                  | –                  | –                  | –                  | –                  | Forever                                  |
| Too Much To Ask (avec Ty Dolla $ign)                                           | 2021  | –                  | –                  | –                  | –                  | –                  | –                  | Forever                                  |
| Tears For Later (avec Galantis)                                                | 2021  | –                  | –                  | –                  | –                  | –                  | –                  | Forever                                  |
| Hot Air Balloon (avec Ar/Co)                                                   | 2021  | –                  | –                  | –                  | –                  | –                  | –                  | Forever                                  |
| Cheque                                                                         | 2021  | –                  | –                  | –                  | –                  | –                  | –                  | Forever                                  |
| Stay Awake (avec Freak Fantastique)                                            | 2021  | –                  | –                  | –                  | –                  | –                  | –                  | Forever                                  |
| Face to Face (featuring WATTS)                                                 | 2022  | –                  | –                  | –                  | –                  | –                  | –                  |                                          |
| Gotta Let U Go (avec Dominica)                                                 | 2022  | –                  | –                  | –                  | –                  | –                  | –                  |                                          |
| Day & Nite                                                                     | 2022  | –                  | –                  | –                  | –                  | –                  | –                  |                                          |
| No Piensa (avec PnB Rock & Boaz van de Beatz)                                  | 2022  | –                  | –                  | –                  | –                  | –                  | –                  |                                          |
| All That You Need                                                              | 2022  | –                  | –                  | –                  | –                  | –                  | –                  |                                          |
| 2 Things                                                                       | 2022  | –                  | –                  | –                  | –                  | –                  | –                  |                                          |
| Journey (Take Me Where You Wanna)                                              | 2022  | –                  | –                  | –                  | –                  | –                  | –                  |                                          |
| Not Alone (avec Azteck)                                                        | 2023  | –                  | –                  | –                  | –                  | –                  | –                  |                                          |
| Beyond the Fire                                                                | 2023  | –                  | –                  | –                  | –                  | –                  | –                  |                                          |
| Lucky Ones                                                                     | 2023  | –                  | –                  | –                  | –                  | –                  | –                  |                                          |
| Feelings                                                                       | 2023  | –                  | –                  | –                  | –                  | –                  | –                  |                                          |
| Déjà Vu                                                                        | 2023  | –                  | –                  | –                  | –                  | –                  | –                  |                                          |
| Golden                                                                         | 2023  | –                  | –                  | –                  | –                  | –                  | –                  |                                          |
| Stop Loving You                                                                | 2023  | –                  | –                  | –                  | –                  | –                  | –                  |                                          |
| Sunglasses At Night (avec Gabry Ponte)                                         | 2023  | –                  | –                  | –                  | –                  | –                  | –                  |                                          |
| Still Cutting Shapes                                                           | 2023  | –                  | –                  | –                  | –                  | –                  | –                  |                                          |
| Future Rain (avec Tony Ann)                                                    | 2023  | –                  | –                  | –                  | –                  | –                  | –                  |                                          |
| Set Me Free (avec RetroVision)                                                 | 2023  | –                  | –                  | –                  | –                  | –                  | –                  |                                          |
| Let Me Love You                                                                | 2023  | –                  | –                  | –                  | –                  | –                  | –                  |                                          |
| Got That (featuring Scrufizzer)                                                | 2023  | –                  | –                  | –                  | –                  | –                  | –                  |                                          |
| Dangerous (avec Paolo Pellegrino)                                              | 2023  | –                  | –                  | –                  | –                  | –                  | –                  |                                          |
| Only God Knows (featuring Echoboy)                                             | 2024  | –                  | –                  | –                  | –                  | –                  | –                  |                                          |
| WRF R U!? (avec Lucky Luke)                                                    | 2024  | –                  | –                  | –                  | –                  | –                  | –                  |                                          |
| "—" signifie que le single ne s'est pas classé ou n'est pas sorti dans le pays |       |                    |                    |                    |                    |                    |                    |                                          |

#### Remixes
1997
- Thulsa Doom - Totally Fixed (Don Diablo's Re-Fix)
- Fast Forward - The Beginning (Don Diablo's FFW Mix)

2000
- Vincent de Moor - Fly Away (Don Diablo's Refuse Remix)

2001
- Yahel - Devotion (Don Diablo Hardhouse Mix)

2002
- Yahel - Voyage (Don Diablo Remix)
- Misja Helsloot vs. Roland K. featuring Nicole - A Different World (Don Diablo's Fantasy City Remix)
- Svenson & Gielen - Anwser the Question (Don Diablo Remix)
- Mutant DJ - Hardhouse Raver (Don Diablo Remix)
- Don Diablo - Cloud No. 9 (Don Diablo's Gravity Mix)

2003
- Don Diablo - Anarchy (Don Diablo vs. Meredith Mix)
- Sean Paul - Get Busy (Don Diablo House Remix / Breakbeat Remix)
- Laidback Luke feat. MC Marxman - We Can Not Get Enough (Don Diablo Vocal Mix / Dub Mix)
- Kayestone - Backburner (Don Diablo Remix)
- Kayestone - Backburner (Don Diablo vs. Meredith Remix)
- Kayestone - Backburner (Don Diablo vs. Danni & Zahar Album Remix)
- Don Diablo & Oliver Klitzing - Control (Don Diablo Mix)
- Dahlio Bond - Amplified Heart (Don Diablo Remix)
- Savier featuring Ray J - Should I (Don Diablo's Future Punk Remix)

2004
- Dance Valley - A Decade of Dance (Don Diablo Remix)
- Don Diablo - Fade Away (Round & Round) (U-Turn Remix)

2005
- MV featuring Hannah - Mr Roboto (Don Diablo Remix)
- Voidd - Better Girl (Don Diablo Remix)

2006
- TNT - Kiss the Ground (Don Diablo Mix)
- 2 Faced - Rock Music (Don Diablo Remix)
- Coburn - We Interrupt This Program (Don Diablo Remix)
- Kraak & Smaak - Money in the Bag (Don Diablo Remix)
- Mason - You Make Me Wanna Dance (Don Diablo Remix)

2007
- Imaginary Friends - Cheap Rock (Don Diablo's Ghetto Fabulous Mix)
- The Young Punx! - Your Music Is Killing Me (Don Diablo Mix / Dub)
- Moke - We'll Dance (Don Diablo Remix)
- J-Cast - It's Just Begun Again (Don Diablo Remix)
- Newton Faulkner - Dream Catch Me (Don Diablo Remix)
- Heartache - What Does It Mean (Don Diablo Remix)
- Ron Carroll - Walking Down the Streets (The N... Song) (Don Diablo Remix)
- Viva City vs. Don Diablo - Audio Endlessly (Don Diablo's Drive-By Disco Mix)
- Don Diablo - Who's Your Daddy (Don Diablo's Drive-By-Disco Mix) Not 2010
- Laidback Luke - Rocking With The Best 2007 (Don Diablo's Ghetto Fabulous Remix)
- Public Enemy vs. Don Diablo - Give It Up (Don Diablo Remix 2.0 / Ghetto Fabulous Remix / Full Vocal Mix)
- Don Diablo - This Way (Too Many Times) (Don Diablo's Sellout Sessions Mix)

2008
- Sidney Samson featuring MC Stretch - Pump Up the Stereo (Don Diablo Remix)
- Example - Girl Can't Dance (Don Diablo Remix)
- Rudenko - Everybody (Don Diablo Remix)
- Imaginary Friends - Cheap Rocks (Don Diablo's Ghetto Fabulous Remix)
- Bimbo Jones - And I Try (Don Diablo's Distorted Disco Mix / Dub)
- Kaseo - Kill the Radio (Don Diablo Remix)
- Tami Chynn featuring Akon - Frozen (Don Diablo Remix)

2009
- Kaz James featuring Macy Gray - Can't Hold Back (Don Diablo Remix)
- Tila Tequila - I Love U (Don Diablo Remix / Don Diablo's Out In The Country Remix)
- Walter Meego - Girls (Don Diablo Remix)
- The BPA featuring Iggy Pop - He's Frank (Slight Return) (Don Diablo Remix)
- Plump DJs - Beat Myself Up (Don Diablo ReRub)
- Cagedbaby - Forced (Don Diablo's Forced in 1986 Remix)
- Stereo MC's - Show Your Light (Don Diablo Remix)
- Dragonette - Fixin' to Thrill (Don Diablo Dub Remix)
- Little Man Tate - I Am Alive (Don Diablo Remix)
- Scanners - Salvation (Don Diablo Dub Remix)
- Linus Loves - Prom Night (Don Diablo Remix)
- One eskimO - Givin' Up (Don Diablo Remix)
- Heads We Dance - When the Sirens Sound (Don Diablo Remix)
- Plushgun - A Crush to Pass the Time (Don Diablo Remix)
- Frankmusik - Confusion Girl (Don Diablo Remix)
- Master Shortie - Dead End (Don Diablo Remix)
- Mika - We Are Golden (Don Diablo Remix)
- Don Diablo - Disco Disco Disco (Don Diablo's Drive-By-Disco Mix)
- Don Diablo - Never Too Late (Don Diablo's Sellout Sessions Dub)

2010
- Don Diablo & Example - Hooligans (Don Diablo's Drive By Disco Mix)
- Don Diablo - Teen Scream Machine (Don Diablo's Drive-By-Disco Mix)
- Cassius - Youth, Speed, Trouble, Cigarettes (Don Diablo Remix)
- Où Est Le Swimming Pool - These New Knights (Don Diablo Remix)
- The Chemical Brothers - Swoon (Don Diablo Remix)
- Gorillaz - Superfast Jellyfish (Don Diablo Remix)
- Rox - I Don't Believe (Don Diablo Remix)
- Peter Lawrie - All That We Keep (Don Diablo Remix)
- Larry Tee featuring Roxy Cottontail - Let's Make Nasty (Don Diablo Remix)

2011
- Don Diablo featuring Dragonette - Animale (VIP Mix)
- Tinie Tempah featuring Wiz Khalifa - Till I'm Gone (Don Diablo Remix)

2012
- The Other Tribe - Skirts (Don Diablo Remix)
- Justice - Helix (Don Diablo Remix)
- Labrinth - Express Yourself (Don Diablo Remix)
- Karin Park - Thousand Loaded Guns (Don Diablo Remix)
- Don Diablo featuring Noonie Bao - M1 Stinger (VIP Mix)

2013
- JP Cooper - Oh the Water (Don Diablo Remix)
- Don Diablo featuring Alex Clare & Kelis - Give It All (Don Diablo & CID Club Mix)
- Don Diablo featuring Alex Clare & Kelis - Give It All (VIP Mix)
- Nicky Romero vs. Krewella featuring Sway - Legacy (Don Diablo Remix)

2014
- The Chainsmokers featuring SirenXX - Kanye (Don Diablo Remix)
- Ed Sheeran - Don't (Don Diablo Remix)
- R3hab & Nervo featuring Ayah Marar - Ready for the Weekend (Don Diablo Remix)
- Jessie J featuring 2 Chainz - Burnin' Up (Don Diablo Remix)
- Marlon Roudette - When the Beat Drops Out (Don Diablo Remix)

2015
- Alex Adair - Make Me Feel Better (Don Diablo & CID Remix)
- Lethal Bizzle featuring Diztortion - Fester Skank (Don Diablo Remix)
- King Arthur featuring Michael Meaco - Belong To The Rhythm (Don Diablo Edit)
- Blonde featuring Alex Newell - All Cried Out (Don Diablo Remix)
- Madonna - Ghosttown (Don Diablo Remix)
- Rudimental featuring Foy Vance - Never Let You Go (Don Diablo Remix)
- The Wombats - Give Me A Try (Don Diablo Remix)
- Tiësto & KSHMR featuring Vassy - Secrets (Don Diablo Remix / VIP Mix)
- Jungle Brothers - I'll House You (Don Diablo VIP Remix)

2016
- Birdy - Keeping Your Head Up (Don Diablo Remix)
- Corderoy - Close My Eyes (Don Diablo Edit)
- Bastille - Good Grief (Don Diablo Remix)
- Rihanna - Love on the Brain (Don Diablo Remix)
- DJ Snake featuring Justin Bieber - Let Me Love You (Don Diablo Remix)
- Ryan Blyth & Duane Harden - Back To You (Don Diablo Edit)

2017
- Zonderling - Tunnel Vision (Don Diablo Edit)
- Don Diablo & Marnik - Children of a Miracle (Don Diablo's VIP Mix)
- The Chainsmokers & Coldplay - Something Just like This (Don Diablo Remix)
- Don Diablo featuring A R I Z O N A - Take Her Place (Don Diablo's VIP Mix)

2018
- Kygo featuring The Night Game - Kids In Love (Don Diablo Remix)
- Big Pineapple - Another Chance (Don Diablo Edit / Chill Mix)
- Martin Garrix featuring Khalid - Ocean (Don Diablo Remix)
- MØ & Diplo - Sun In Our Eyes (Don Diablo Remix)
- Don Diablo featuring Emeli Sandé & Gucci Mane - Survive (VIP Mix)

2019
- Panic! at the Disco - High Hopes (Don Diablo Remix)
- Keanu Silva - King of My Castle (Don Diablo Edit)
- Mark Ronson featuring Miley Cyrus - Nothing Breaks Like a Heart (Don Diablo Remix)
- Don Diablo featuring Kiiara - You're Not Alone (Don Diablo VIP Mix)
- Ellie Goulding - Sixteen (Don Diablo Remix)
- Don Diablo & Jessie J - Brave (Don Diablo VIP Mix)
- Zara Larsson - All the Time (Don Diablo Remix)
- David Guetta & Martin Solveig - Thing for You (Don Diablo Remix)
- John Christian & Juliette Claire - Club Bizarre (Don Diablo Edit)

2020
- Don Diablo featuring Brando - Congratulations (Don Diablo VIP Mix)
- Anne-Marie - Birthday (Don Diablo Remix)
- Ali Gatie - What If I Told You That I Love You (Don Diablo Remix)
- Danny Olson featuring JT Roach - Hide and Seek (Don Diablo Edit)
- Robin Schulz & Wes - Alane (Don Diablo Remix)
- Don Diablo & Imanbek featuring Trevor Daniel - Kill Me Better (Don Diablo VIP Mix)
- Dua Lipa featuring DaBaby - Levitating (Don Diablo Remix)

2021
- Don Diablo & Ty Dolla $ign - Too Much To Ask (Don Diablo VIP Mix)
- Don Diablo & Freak Fantastique - Stay Awake (Don Diablo VIP Mix)

2022
- The Chainsmokers - High (Don Diablo Remix)
- Don Diablo - Day & Nite (Don Diablo VIP Mix)
- Avicii & Sebastien Drums - My Feelings for You (Don Diablo Remix)
- Don Diablo & PnB Rock & Boaz van de Beatz - No Piensa (Don Diablo VIP Mix)

2023
- Don Diablo & Azteck - Not Alone (Don Diablo VIP Mix)
- Gold 88 - You Know Why (Don Diablo Edit)
- Night/Moves - Blacked Out Rover (Don Diablo Edit)
- Calvin Harris & Sam Smith - Desire (Don Diablo Remix)
- Egzod & Maestro Chives - Royalty (Don Diablo Remix)

### Sous d'autres noms

#### The Raven

##### Singles
- 1997 : The Return / Messiah
- 1998 : The Arrival
- 1998 : Science Fiction
- 1998 : A New Hope / Bang On
- 2002 : Fight The Future
- 2002 : Is Anybody Out There / The Final Journey

##### Remixes
- 1998 : The Brutalist - The Voice Of Your Conscience (The Raven's Voice-Over Edit)
- 1998 : Don Diablo - The Beginning (The Raven's '98 Re-Edit)
- 1998 : Don Diablo - Out There (The Raven's Countdown Edit)

#### 4 To The Floor

##### Singles
- 1998 : Single Days / The Trick

##### Remixes
- 2001 : Di Combo - Rock It To The Beat (For 2 The Floor Mix)

#### Dave Mitchell
- 1998 : X-Cell / The Search

#### Origin Unknown

##### Singles / EP
- 2000 : Cosmic Flight / Tell The Deejay
- 2001 : Endless Voyage / The Everlasting
- 2002 : Red Planet
- 2003 : Shock!

##### Remixes
- 2003 : Orion's Voice - The Next Life (Origin Unknown Remix)

#### Dahlio Bond
- 2003 : Amplified Heart

#### Orion's Voice (avec Fabian Bohn)
- 2003 : The Next Life
- 2004 : Cockroach

#### Divided (avec Geert Huinink)
| Titre                    | Année | Meilleure position | Meilleure position |
| Titre                    | Année | P-B                | BEL (FL)           |
| ------------------------ | ----- | ------------------ | ------------------ |
| The Music and The People | 2004  | 38                 | –                  |
| Easy Lover               | 2005  | 45                 | 43                 |

#### U-Turn (avec Geert Huinink)
- 2004 : Dead End / One Way

#### 2 Faced
- 2006 : Rock Music

#### Big Pineapple
- 2018 : Another Chance
- 2021 : Friends (avec King Arthur)

#### Camp Kubrick (avec Denzel Chain)
- 2020 : Johnny's Online
- 2021 : Falling for You
- 2021 : Watchu Do
- 2021 : Borderline
- 2022 : Different Kind of Lonely
- 2023 : Need to Get Out